# العصر الحجري القديم السفلي
العصر الحجري القديم الأسفل (بالإنجليزية: Lower Palaeolithic)‏، هو عصر حجري قديم سفلي الفترة الأولدوانية من ثلاثة ملايين سنة ق م الي 1. 8 مليون ق م.
وهو العصر الذي استغرق فترة طويلة من الزمن ربما وصلت إلى حوالي مليون سنة أو أكثر وانتهت مع الفترة الجليدية الثالثة المعروفة باسم (جليد رس). وخلال هذه الفترة الزمنية كان الإنسان ينمى قدراته اليدوية كصانع للآلات الحجرية البدائية اللازمة لحياته اليومية خصوصاً تلك التي تتطلبها ظروف صيد الحيوانات الصغيرة وتهشيم عظامها وسلخ جلودها وكذلك تلك التي يمكن استخدمها لاقتلاع جذور الأشجار والثمار. وقد تشابهت خصائص هذه الآلات في معظم بقاع العالم القديم وسار التطور فيها ببطء شديد.
استمر العصر الحجري القديم الأسفل حوالي مليون سنة من ثلاثة ملايين سنة ق م إلى 1.8 مليون ق م، واتسم بظهور الإنسان الماهر (الهومو الماهر) الذي هو نوع ذكي من أنواع (homohabilis) وسُمي هذا القرد بالماهر لأنه استخدم الحجارة الصماء في كسر ما يحتاجه بدلا من استخدام يديه فقط مثل باقي أنواع الشمبانزي. ولم تكتشف أي أثار لأي حضارة ذكية في تلك الحقبة.
تزامنت الفترة الأولدوانية من العصر الحجري القديم السفلي مع المرحلة الجيولوجية المسماة مرحلة الجيلاسي.

## عصر حجري قديم سفلي الفترة الأشولينية من 1.8 مليون ق م الي 300ألف ق م
استمرت واحد ونصف مليون سنة من 1.8 مليون ق م الي 300ألف ق م
اتسمت الفترة الاشلونية بظهور القرد المنتصب)الهومو المنتصب والهومو العامل (homoerectus) وهي قرود متوحشة غيرمشعرة ذات لون داكن وهي كائنات تشبه القردة وسماها البعض خطئا اشباه البشرلمجرد انها تمشي علي قدميين مثل الأنسان ومثل الغوريلا ولكن ثبت انها مختلفة جينيا عن الإنسان بثلاثة ملايين اختلاف ولا يوجد أي تشابه لتصرفات القردة المنتصبة مع الإنسان الا في انهم كانوا يأكلون ويشربون ويصطادون مثل سائر حيوانات الأرض ولم يميز القرد المنتصب عن باقي الحيوانات سوي انه استخدم اجزاء الحجارة المكسورة نصفين مما يوجد لها حافة حادة في الصيد والقتل وتقطيع الفريسة للاكل وعدا ذلك لم يظهر القرد المنتصب أي نوع اخر من الذكاء وعبثا حاول بعض العلماء اثبات صلة نسب بين القرد المنتصب والإنسان الحالي ولكن ثبت انها مختلفة جينيا عن الإنسان بثلاثة ملايين اختلاف ولايوجد أي أثار وجدت لاي حضارة ذكية في تلك الحقبة سوي الحجارة الصماء الغير مصقولة التي لا يمكن اعتبرها ادوات مصنعة
تزامنت الفترة الأشولينية من العصر الحجري القديم السفلي مع المرحلة الجيلوجية الكلابري
دينيا: لم يكن الإنسان قد ظهر علي الأرض حتي هذا الوقت

## فترة الحضارات الموستيرية والكلاكتونية من العصر الحجري القديم السفلي من 600 ألف س.ق.م الي 300 ألف س.ق.م
استمرت الفترة الموستيرية من العصرالحجري القديم السفلي أكثر من ثلاثامئمة الف سنة من سنة 600 ألف ق م الي سنة 300 ألف ق م
تميز هذا العصر بظهور الإنسان وهو الإنسان العاقل الأول مكتمل الجينات البشرية القادر علي الكلام ويسمونه إنسان هايدلبيرغ (Homo heidelbergensis) ولم يتم بعد تحديد تاريخ محدد لظهور الإنسان الأول ولكن الأكيد انه ظهر في العصر الحجري القديم العلوي بصفة فجائية علي الأرض حوالي نصف مليون سنة قبل الميلاد والأكيد أيضا انه مع ظهور الإنسان بدئت الحضارة الذكية علي كوكب الأرض كما تدل الحفريات حيث تزامن تاريخ الاثار الذكية المكتشفة مع تاريخ الهياكل العظمية للانسان ويرجح علميا ان الإنسان الأول قد ظهر وعاش أولا في شرق افريقيا إنسان هايدلبيرغ ثم هاجر بعض نسله لاسيا وأوروبا. تميز هذا العصر بظهور الإنسان الأول ونسله من بعده واكتشفت اثار تدل علي وجود اثار حضارية انسانيا ذكية مما يميزه عن الحيونات والقردة المنتصبة المتوحشة التي كانت تملئ الأرض حوله مثل:
1. اختراع الأداوت الحجرية المعقدة والمصقولة (أدوات كلاكتونية وموستيرية) وهي ادوات حجرية ولكنها تختلف تماما عن الحجارة التي ظل القرود المنتصبة من حوله يستخدمونها في ان الحجارة الكلاكتونية والموستيرية التي استخدمها الإنسان البكر كانت مصنعه باليد ومصقولة وهكذا صنع الإنسان الأول قواطع ذات وجهين تستخدم كسكين أوكفأس.
2. التحكم في اشعال النار
3. استخدام لغة للتخاطب.
4. دفن الموتي.
5. استخدم الاخشاب والحجارة لعمل بنايات بدائية تزامنت الفترة الأخيرة من العصر الحجري القديم السفلي مع المرحلة الجيلوجية المسماة البليستوسين الأوسط ومناخيا فقد تزامن مع الفترة الجليدية المسماة كنسان من 600 الي 500الف سنة ق.م ثم الفترة الدافئة ما قبل الاليونية من 500 الي حوالي 300ألف سنة ق.

## عصر حجري قديم أوسط من 300 ألف سنة ق م الي50 ألف سنة ق م
استمر العصر الحجري القديم الأوسط أكثر من مئتين وخمسين ألف سنة من سنة 300 ألف ق م إلى 50 ألف سنة ق م
تميز هذا العصر بظهور سلالتين من البشر مختلفة الأشكال والطباع تعيش في قبائل متفرقة في أوروبا واسيا وافريقيا من نسل الإنسان الأول وظهرت سلالة الهومو سبيان (Homo sapien) في شرق افريقيا وظهرت سلالة انسان نيندرتال في آسيا وأوروبا (Homo neanderthalensis) تنحدر كلتهما من الانسان العاقل الأول أو إنسان هايدلبيرغ (Homo heidelbergensis).
تزامنت الفترة الاولي من العصر الحجري القديم الأوسط مع المرحلة الجيلوجية المسماة البليستوسين المتأخر
ومناخيا فقد تزامن نصفه الأول مع الحقبة الجليدية قبل الأخيرة علي الأرض (الحقبة السليونية أو الاليونية) مما ادي لعزل سكان أوروبا وافريقيا عن بعضهما وادي لظهور السلالتين المختلفتان السبين في افريقيا والنيندراسل في اورأسيا وظل العزل حتي نهاية الحقبة الجليدية قبل الأخيرة وبداية الحقبة الدافئة قبل الأخيرة سنة 140 ألف ق م وكذلك تزامن النصف الثاني من العصر الحجري القديم الأوسط مع حقبتتين مناخييتين الحقبة الدافئة من سنة 140الف ق.م واستمرت حوالي ثلاثون الف عام ثم بداية الحقبة الجليدية الأخيرة سنة 110 ألف ق م والتي استمرت بعد نهاية هذا العصر.
في أواخر العصر الحجري القديم الأوسط واثناء لحقبة الجليدية الاخيرة وتحديدا سنة 80 الف ق م حدثت كارثة توبا العظيمة التي أدت الي زلازل وبراكين عديدة لم يعرف سببها علي وجه التحديد الي الآن وادت الي انقراض أنواع عدة من الحيوانات وقتلت معظم الموجودين ودمرت مساحات شاسعة من الأرض ثم حدثت الهجرة الكبري الثانية من افريقيا الي قارات العالم حوالي سنة 70 ألف ق م بعد كارثة توبا وحدث إعادة لاعمار الأرض وجدير بالذكر ان النصف الأول من هذه الفترة من 150ألف الي 80ألف وهي فترة ما قبل كارثة توبا العظمي ما زالت غامضة للعلماء ولم يستدل علي اثار كثيرة لها.

## عصر حجري قديم علوي من 50ألف سنة ق م الي 10ألف سنة ق م
استمر اربعون ألف سنة من 50ألف سنة ق م الي 10ألف سنة ق م
تدل الأثار علي ظهور الإنسان العاقل العارف Homo sapien sapien وانقراض كل سلالات البشر التي سبق هجرتها لكل انحاء الأرض لسبب غير معروف قد يكون كارثة بيئية أو فيضانات وظهرت ثلاث سلالات جديدة السلالة الزنجية والسلالة القوقازية والسلالة المنغولية ثلاثتهم من صلب أحد افراد السبين ومن نسل اب كرومسومي واحد قد يكون نسل سيدنا نوح عليه السلام اما سلالة نيندراسل التي استوطنت أوروبا في العصر السابق فقد اندثرت تماما
تميز هذا العصر بظهور التطورات الأجتماعية سميت الحداثة السلوكية مثل
1. استخدام لغات متطورة بليغة.
2. تكوين مجتماعات كبيرة ذات انظمة اجتماعية وسياسية.
3. صيد الأسماك.
4. الرسم علي جدران الكهوف.
5. نحت تماثيل حجرية وخشبية.
6. تدجين الحيوانات.
7. بناء البيوت.

كذلك تميز هذا العصر بانقراض العديد من الحيوانات من علي الأرض وبالذات انقراض االإنسان المنتصب (homoerectus) التي عاشت فترة متزامنة جوار الإنسان. تزامن العصر الحجري القديم العلوي مع استمرار الحقبة الجليدية الاخيرة حتي نهايته ويمكن تقسيم العصر الحجري القديم العلوي الي نصفيين كل منهما 20 ألف سنة اما النصف الأول من 50 ألف ق م الي 30 ألف ق م فقد استغرقته العصور المطيرة مما ادي لحدوث عدد من الفيضانات العظيمة أثناء النصف الأول من هذا العصر واما النصف الثاني فقد صار المناخ جاف بارد
دينيا: من المحتمل ان يكون سيدنا نوح عليه السلام قد بعث في هذا العصر حوالي سنة 30 ألف قبل الميلاد وهو وقت الفيضانات الكبري في العصر المطير وكذلك وقت اندثار السلالات البشرية الاخري التي كانت علي الأرض وبقاء نسل من شخص واحد.

## عصر حجري حديث من سنة عشرة ألاف ق م الي سنة خمسة ألاف ق م
استمر خمسة ألاف سنة من سنة عشرة ألاف ق م الي سنة خمسة ألاف ق م
تميز العصر الحجري الحديث بالتطورات التالية:
1. اكتشاف الزراعة.
2. الاستقرار وظهور الدول ذات المدينة الواحدة وظهور انظمة سياسية معقدة.
3. اختراع الفخار.

شهدت بداية العصر الحجري انتهاء الحقبة الجليدية تماما وبداية الفترة الدافئة التي استمرت حتي الآن.

## العصر المعدني
استمر ألفين سنة من سنة خمسة ألاف ق م الي ثلاثة ألاف ق م. تميز العصر المعدني بالتطورات التالية:
1. سبك المعادن.
2. ظهور بعض الدول الكبري ذات المدن المتعددة التي تتبع مدينة واحدة كعاصمة مثل مملكة البداري في دلتا النيل التي ظهرت كدولة قوية سنة 4800 قبل الميلاد.
3. تزامن مع هذا العصر حقبة مطيرة جعلت الصحراء الكبري في شمال افريقيا تتحول لغابات طوال الألفي سنة مدة العصر المعدني.

### العصور التاريخية
بدأ من ثلاثة ألاف ق م الي الآن.
- بدئت العصور التاريخية عند بدء تدوين التاريخ بالكتابة الهيروغليفية والمسمارية.
- ظهور المملكة السومارية في بلاد الرافدين.
- ظهور المملكة الفرعونية في وادي النيل شمال افريقيا

## مواضيع متعلقة
- علوم الأرض.
- الجيولوجيا.